# دوبره (شهرستان راجیوف)
دوبره (به لهستانی:  Dobre) یک روستا در لهستان است که در گمینا دوبره (استان کویافسکو-پومورسکی) واقع شده‌است. دوبره ۱٬۷۰۰ نفر جمعیت دارد.